# Рудолф I фон Лихтенщайн
Рудолф фон Лихтенщайн (на немски: Rudolf von Liechtenstein Herr zu Liechtenstein und Frauenburg; † сл. 1343) е благородниик от род Лихтенщайн, господар на Лихтенщайн и Фрауенбург в Австрия. Споменат е в документи през 1291 г.

## Произход
Той е син на Ото III (II) фон Лихтенщайн († 24 ноември 1311), господар на Мурау, Фрауенбург, и първата му съпруга Агнес фон Вилдон († пр. 1260), дъщеря на Леутолд фон Вилдон († 1294) и Агнес фон Траберг/фон Триксен († 1278). Баща му се жени втори път пр. 1260 г. за Димут фон Лихтенщайн-Николсбург († сл. 1265), дъщеря на Хайнрих I фон Лихтенщайн, и трети път сл. 1265 г. за Аделхайд фон Потендорф.
Брат е на Ото IV фон Лихтенщайн († 19 май 1340), господар на Мурау. Полубрат е на Кунигунда фон Лихтенщайн († 12 юли 1299), омъжена за Хартнид III фон Петау († ок. 1316). Внук е на минезингер Улрих фон Лихтенщайн († 1275), господар на Фрауенбург и Мурау, и Перхта фон Вайценщайн († пр. 1277).
Баща му Ото III придружава през 1267 – 1268 г. с другите благородници от Щирия бохемския крал в боевете против неверниците в Прусия, след това той помага на Хабсбургите с войска. Дядо му Улрих фон Лихтенщайн, известен като минезингер, построява Фрауенбург и ок. 1232 г. първия замък Обермурау.
През 1312 г. фамилията Лихтенщайн се разделя на две линии, Фрауенбург и Мурау. Клонът Мурау получава голяма собственост в Херцогство Каринтия, където също има службата маршал.
- Замък Лихтенщайн, Долна Австрия
- Фрауенбург (1679)
- Останки от замък Фрауенбург

## Фамилия
Рудолф фон Лихтенщайн се жени за Елизабет фон Валзе († сл. 1326). Те имат децата:
- Андреас фон Лихтенщайн († ок. 1400), женен 1345 г. за Агнес фон Куенринг († сл. 8 януари 1359), дъщеря на Леутолд I фон Куенринг, господар на Дюрнщайн и Вайтра († 1312) и Агнес II фон Тюбинген († ок. 1341), дъщеря на граф Улрих I фон Тюбинген-Асперг († 1283) и Елизабет фон Феринген († 1264)
- Йохан I фон Лихтенщайн-Мурау († 19 май 1395), господар в Лихтенщайн, Мурау и Гмюнд-Пиберщайн, женен за Анна фон Петау († сл. 1377), дъщеря на Хердеген I фон Петау, маршал на Щирия († сл. 1352) и контеса Клара де Гориция
- Елизабет фон Лихтенщайн († сл. 1349), омъжена между 1 май и 11 ноември 1333 г. за граф Фридрих фон Щубенберг († 1371), родители на граф Якоб фон Щубенберг-Капфенберг.